# Trzęsiny
Trzęsiny – wieś w Polsce położona w województwie lubelskim, w powiecie zamojskim, w gminie Radecznica.
W latach 1975–1998 miejscowość administracyjnie należała do województwa zamojskiego.
Wieś jest sołectwem w gminie Radecznica. Według Narodowego Spisu Powszechnego z roku 2011 wieś liczyła 104 mieszkańców. 
Przez wieś przebiega kilka szlaków turystycznych: pieszy szlak ,,Roztoczański” oraz 3 szlaki rowerowe: ,,Białej Łady”, ,,Wzgórze Polak” oraz ,,Jastrzębia Zdebrz”.
Przy leśnej drodze prowadzącej do Żelebska i Hedwiżyna bije źródełko (źródlisko w Trzęsinach, pomnik przyrody nieożywionej), obok którego stoi około dwustuletnia kapliczka św.Antoniego. Wg miejscowych przekazów w czasie II wojny światowej na strychu kapliczki ukrywała się nastoletnia Żydówka Tema i dzięki pomocy mieszkańców Trzęsin udało jej się doczekać do końca okupacji.
Wieś jest siedzibą rzymskokatolickiej parafii św. Jana Chrzciciela w Trzęsinach. We wsi znajduje się  kościół św. Jana Chrzciciela, wzniesiony w 1902 jako cerkiew prawosławna. W 1915 znaczna część ludności wyznania prawosławnego opuściła Trzęsiny w ramach tzw. „bieżeństwa”, a po odzyskaniu niepodległości świątynię przejął Kościół rzymskokatolicki (w roku 1922) w ramach rewindykacji dóbr Cerkwi prawosławnej. Dzisiejszy kształt kościoła pochodzi z 1955 r..
Obecnie we wsi funkcjonuje ośrodek młodzieżowy Katolickiego Stowarzyszenia Młodzieży diecezji zamojsko-lubaczowskiej.

## Szlaki turystyczne
- Szlak Białej Łady
- Szlak Wzgórze Polak – Pogranicze Regionów
- Szlak Jastrzębia – Zdebrz

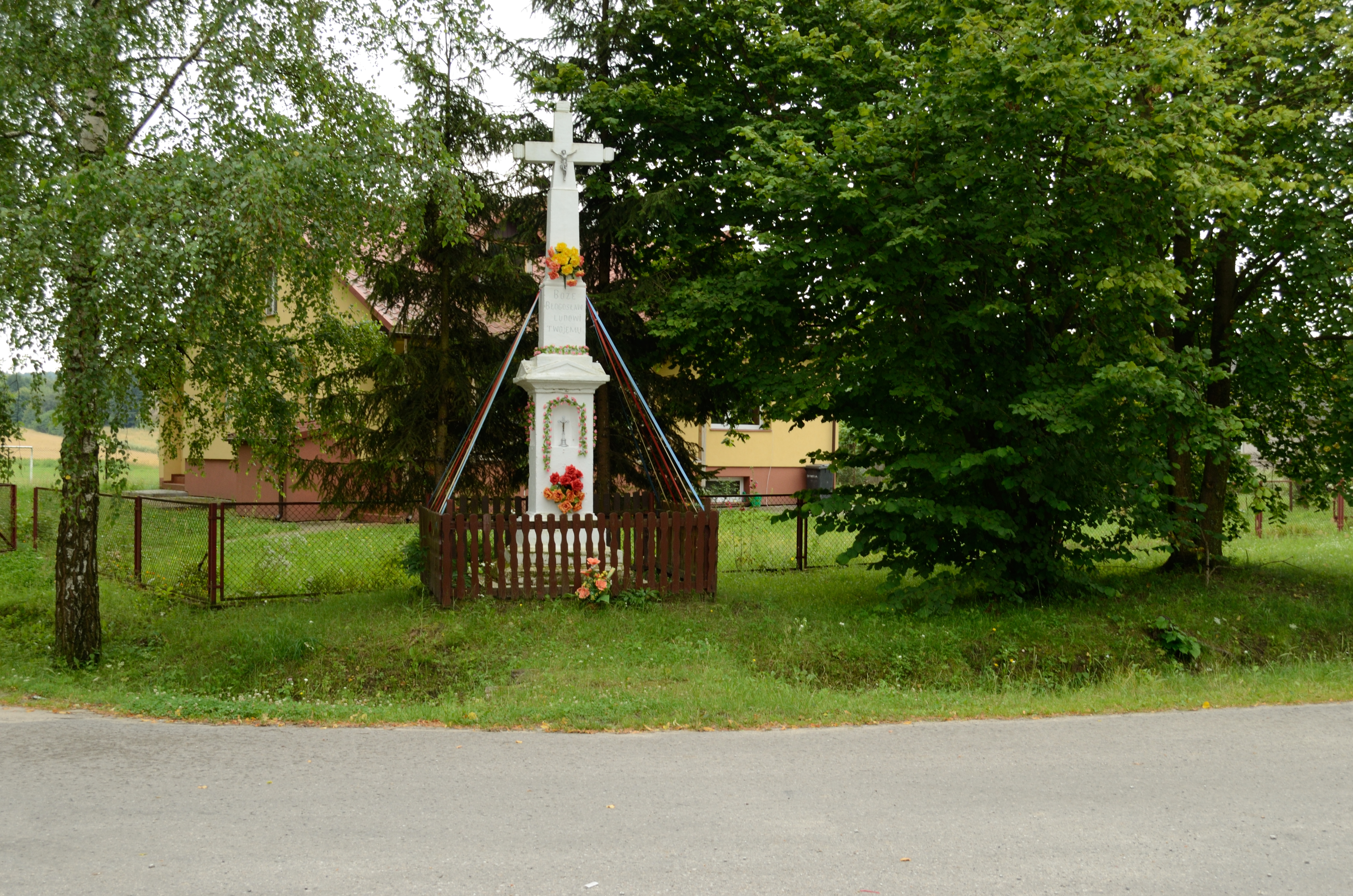
Krzyż
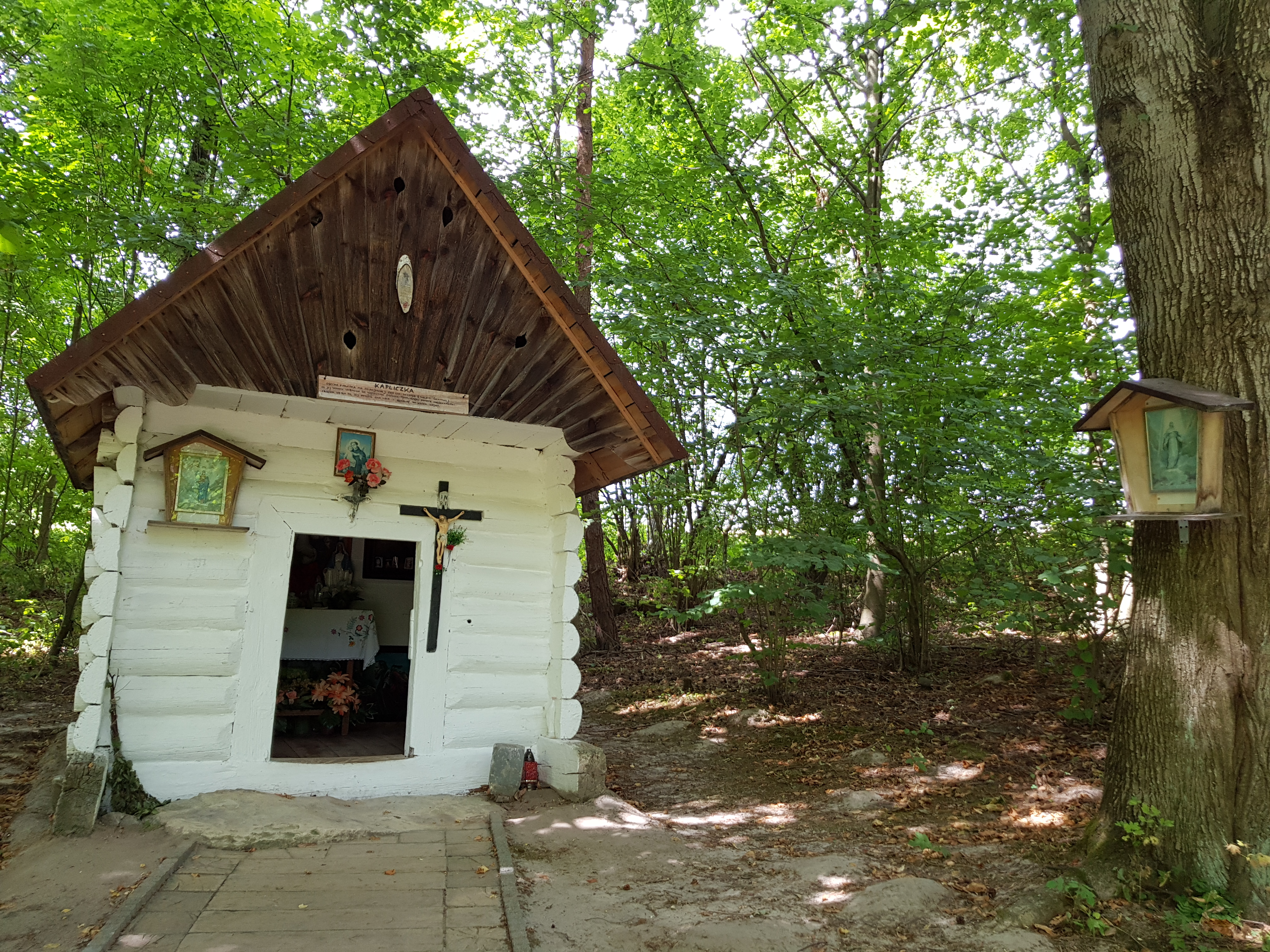
Kapliczka
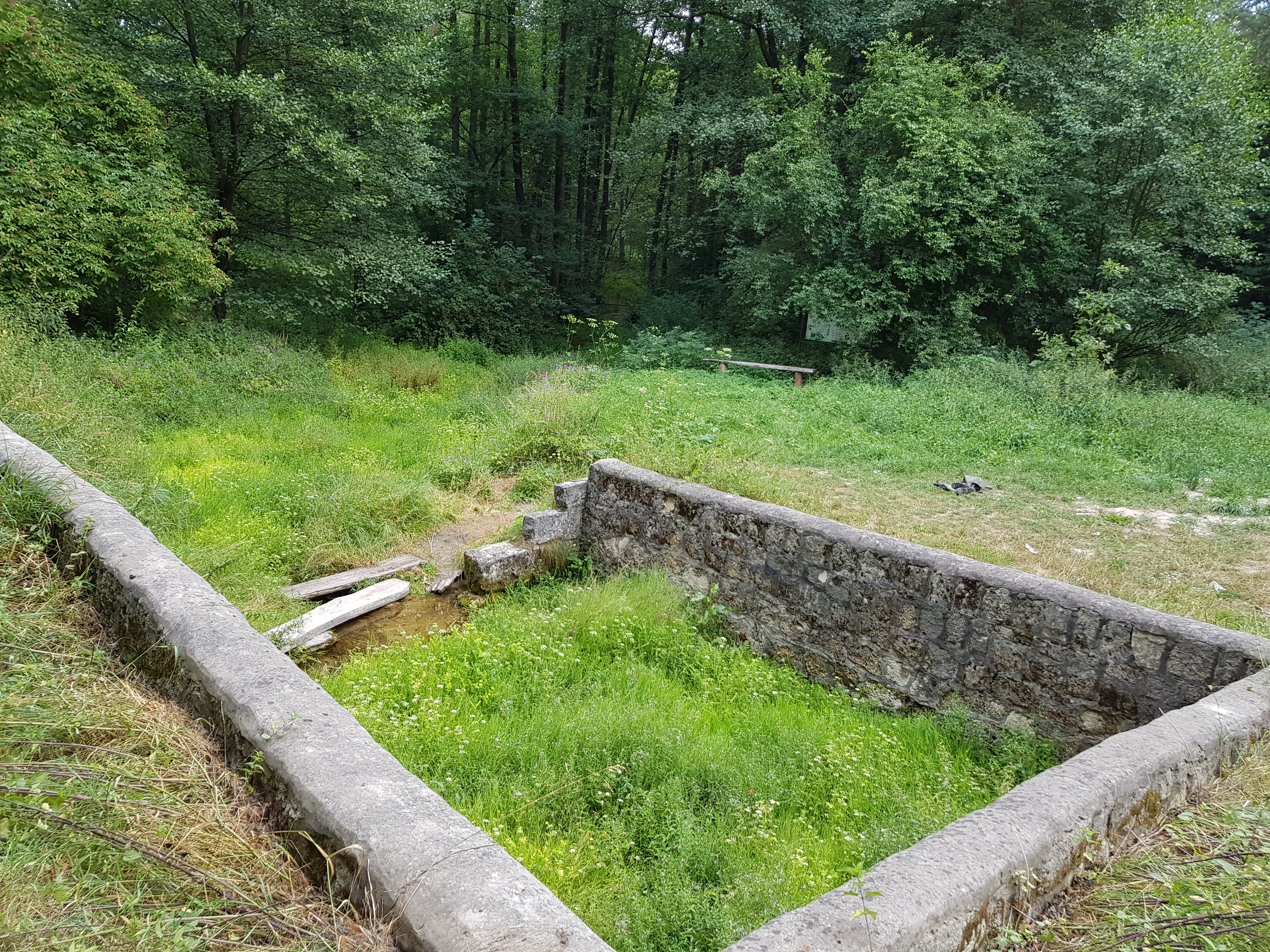
Źródlisko